# Kuurne-Bruxelles-Kuurne 2017
La 69e édition de Kuurne-Bruxelles-Kuurne a lieu le 26 février 2017. La course fait partie du calendrier UCI Europe Tour 2017 en catégorie 1.HC.

## Présentation

### Parcours

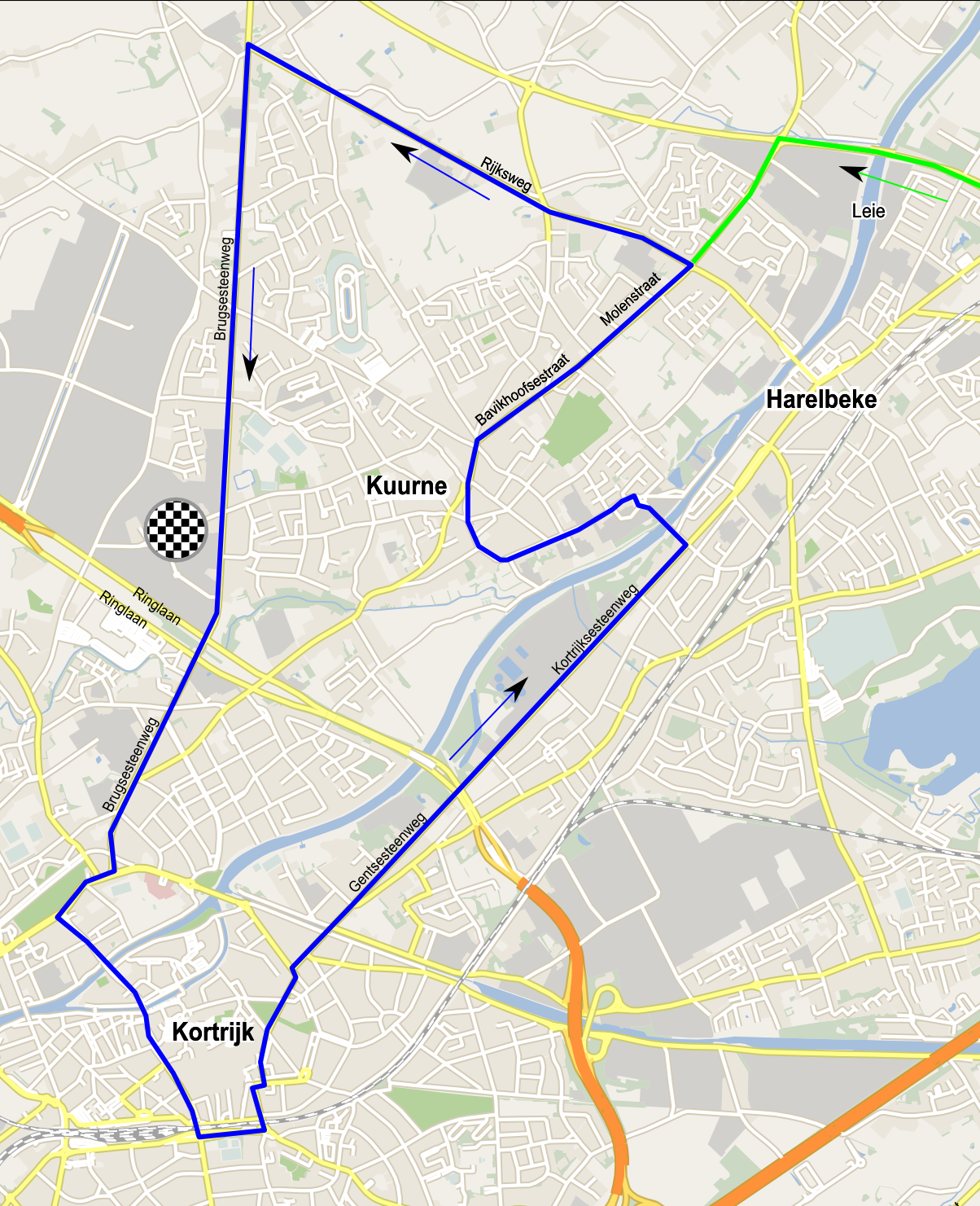
Circuit urbain de Kuurne-Bruxelles-Kuurne 2017

Le parcours est quasiment identique à celui des éditions 2016 et 2018.
| Mont | Nom                       | Km | Revêtement     | Longueur (m) | Pente moyenne | Pente maxi | Km de l'arrivée |
| ---- | ------------------------- | -- | -------------- | ------------ | ------------- | ---------- | --------------- |
| 1    | Edelareberg ou Wolvenberg |    |                |              |               |            |                 |
| 2    | Onkerzele berg            |    | asphalte       | 2 100        | 3 %           | 7,5 %      |                 |
| 3    | La Houppe                 |    | asphalte       | 1 880        | 4,8 %         | 10 %       |                 |
| 4    | Kanarieberg               |    | asphalte       | 1 000        | 7,7 %         | 14 %       |                 |
| 5    | Kruisberg                 |    | asphalte/pavés | 1 800        | 4,8 %         | 9 %        |                 |
| 6    | Hotond                    |    | asphalte       | 2 700        | 3,1 %         | 7,5 %      |                 |
| 7    | Côte de Trieu             |    | asphalte       | 1 260        | 7 %           | 13 %       |                 |
| 8    | Vieux Quaremont           |    | pavés          | 2 220        | 4 %           | 11,6 %     |                 |
| 9    | Mont de l'Enclus          |    | asphalte       | 1 100        | 6 %           | 11 %       |                 |
| 10   | Tiegemberg                |    | asphalte       | 750          | 5 %           | 9 %        |                 |
| 11   | Holstraat (nl)            |    | asphalte       | 1 000        | 5,2 %         | 12 %       |                 |
| 12   | Nokereberg                |    | pavés          | 350          | 5,7 %         | 7 %        |                 |

### Équipes
Classé en catégorie 1.HC de l'UCI Europe Tour, Kuurne-Bruxelles-Kuurne est par conséquent ouvert aux WorldTeams dans la limite de 70 % des équipes participantes, aux équipes continentales professionnelles, aux équipes continentales belges, aux équipes continentales étrangères dans la limite de deux, et à une équipe nationale belge.
Vingt-cinq équipes participent à ce Kuurne-Bruxelles-Kuurne - quatorze WorldTeams, neuf équipes continentales professionnelles et deux équipes continentales :
| WorldTeams (14)- AG2R La Mondiale - Astana - Bahrain-Merida - BMC Racing Team - Bora-Hansgrohe - Cannondale-Drapac - FDJ - Katusha-Alpecin - Lotto NL-Jumbo - Lotto-Soudal - Orica-Scott - Quick-Step Floors - Sky - Trek-Segafredo Équipes continentales professionnelles (9)- Cofidis, Solutions Crédits - Direct Énergie - Fortuneo-Vital Concept - Israel Cycling Academy - Roompot-Nederlandse Loterij - Sport Vlaanderen-Baloise - Verandas Willems-Crelan - Wanty-Groupe Gobert - WB-Veranclassic-Aqua Protect Équipes continentales (2)- Cibel-Cebon - Pauwels Sauzen-Vastgoedservice |
| |

## Classements

### Classement final
| \| Classement général \| Classement général \| Classement général \| Classement général \| Classement général \| \| Coureur \| Coureur \| Pays \| Équipe \| Temps \| \| ------------------ \| ------------------- \| ------------------ \| ------------------ \| ------------------ \| \| 1er \| Peter Sagan \| Slovaquie \| Bora-Hansgrohe \| 4 h 37 min 49 s \| \| 2e \| Jasper Stuyven \| Belgique \| Trek-Segafredo \| + 0 s \| \| 3e \| Luke Rowe \| Royaume-Uni \| Team Sky \| + 0 s \| \| 4e \| Tiesj Benoot \| Belgique \| Lotto-Soudal \| + 0 s \| \| 5e \| Matteo Trentin \| Italie \| Quick-Step Floors \| + 0 s \| \| 6e \| Arnaud Démare \| France \| FDJ \| + 6 s \| \| 7e \| Greg Van Avermaet \| Belgique \| BMC Racing Team \| + 6 s \| \| 8e \| Oliver Naesen \| Belgique \| AG2R La Mondiale \| + 6 s \| \| 9e \| Zdeněk Štybar \| Tchéquie \| Quick-Step Floors \| + 6 s \| \| 10e \| Baptiste Planckaert \| Belgique \| Katusha-Alpecin \| + 6 s \| |                     |             |                   |                 |
| |                     |             |                   |                 |
| Sources : ProCyclingStats Cycling Quotient Cycling Archives |                     |             |                   |                 |
| Classement général |                     |             |                   |                 |
| Coureur | Coureur             | Pays        | Équipe            | Temps           |
| 1er | Peter Sagan         | Slovaquie   | Bora-Hansgrohe    | 4 h 37 min 49 s |
| 2e | Jasper Stuyven      | Belgique    | Trek-Segafredo    | + 0 s           |
| 3e | Luke Rowe           | Royaume-Uni | Team Sky          | + 0 s           |
| 4e | Tiesj Benoot        | Belgique    | Lotto-Soudal      | + 0 s           |
| 5e | Matteo Trentin      | Italie      | Quick-Step Floors | + 0 s           |
| 6e | Arnaud Démare       | France      | FDJ               | + 6 s           |
| 7e | Greg Van Avermaet   | Belgique    | BMC Racing Team   | + 6 s           |
| 8e | Oliver Naesen       | Belgique    | AG2R La Mondiale  | + 6 s           |
| 9e | Zdeněk Štybar       | Tchéquie    | Quick-Step Floors | + 6 s           |
| 10e | Baptiste Planckaert | Belgique    | Katusha-Alpecin   | + 6 s           |

### UCI Europe Tour
Ce Kuurne-Bruxelles-Kuurne attribue des points pour l'UCI Europe Tour 2017, par équipes seulement aux coureurs des équipes continentales professionnelles et continentales, individuellement à tous les coureurs sauf ceux faisant partie d'une équipe ayant un label WorldTeam.
| Position,          | 1er | 2e  | 3e  | 4e  | 5e | 6e | 7e | 8e | 9e | 10e | 11e | 12e | 13e | 14e | 15e | 16e à 30e | 31e à 40e |
| Classement général | 200 | 150 | 125 | 100 | 85 | 70 | 60 | 50 | 40 | 35  | 30  | 25  | 20  | 15  | 10  | 5         | 3         |

## Liste des participants
| Légende | Légende                                                                    | Légende | Légende                                                    |
| ------- | -------------------------------------------------------------------------- | ------- | ---------------------------------------------------------- |
| Num     | Dossard de départ porté par le coureur sur ce Kuurne-Bruxelles-Kuurne      | Pos     | Position à l'arrivée de la course                          |
|         | Indique un maillot de champion national ou mondial, suivi de sa spécialité | NP      | Indique un coureur qui n'a pas pris le départ de la course |
| AB      | Indique un coureur qui n'a pas terminé la course                           | HD      | Indique un coureur qui a terminé la course hors des délais |

| Trek-Segafredo TFS  | Trek-Segafredo TFS                                 | Trek-Segafredo TFS |
| ------------------- | -------------------------------------------------- | ------------------ |
| Num                 | Coureur                                            | Pos                |
| 1                   | Jasper Stuyven (BEL)                               | 2e                 |
| 2                   | Marco Coledan (ITA)                                | AB                 |
| 3                   | Fabio Felline (ITA)                                | 87e                |
| 4                   | Matthias Brändle (AUT) (Route et Contre-la-montre) | 110e               |
| 5                   | Markel Irizar (ESP)                                | 118e               |
| 6                   | Edward Theuns (BEL)                                | 26e                |
| 7                   | Boy van Poppel (NED)                               | 128e               |
| 8                   | Gregory Rast (SUI)                                 | 71e                |
| Directeur sportif : |                                                    |                    |

| Sky SKY             | Sky SKY                 | Sky SKY |
| ------------------- | ----------------------- | ------- |
| Num                 | Coureur                 | Pos     |
| 11                  | Ian Stannard (GBR)      | 14e     |
| 12                  | Christian Knees (GER)   | 69e     |
| 13                  | Luke Rowe (GBR)         | 3e      |
| 14                  | Michał Gołaś (POL)      | 64e     |
| 15                  | Boy van Poppel (NED)    | AB      |
| 16                  | Gianni Moscon (ITA)     | 72e     |
| 17                  | Łukasz Wiśniowski (POL) | 114e    |
| 18                  | Salvatore Puccio (ITA)  | 84e     |
| Directeur sportif : |                         |         |

| Lotto-Soudal LTS    | Lotto-Soudal LTS         | Lotto-Soudal LTS |
| ------------------- | ------------------------ | ---------------- |
| Num                 | Coureur                  | Pos              |
| 21                  | Jürgen Roelandts (BEL)   | 11e              |
| 22                  | Nikolas Maes (BEL)       | 13e              |
| 23                  | Moreno Hofland (NED)     | 95e              |
| 24                  | Jasper De Buyst (BEL)    | 32e              |
| 25                  | Tiesj Benoot (BEL)       | 4e               |
| 26                  | Tosh Van der Sande (BEL) | 68e              |
| 27                  | Jelle Wallays (BEL)      | 59e              |
| 28                  | Frederik Frison (BEL)    | 58e              |
| Directeur sportif : |                          |                  |

| Katusha-Alpecin KAT | Katusha-Alpecin KAT                                     | Katusha-Alpecin KAT |
| ------------------- | ------------------------------------------------------- | ------------------- |
| Num                 | Coureur                                                 | Pos                 |
| 31                  | Alexander Kristoff (NOR)                                | 21e                 |
| 32                  | Tony Martin (GER) (Contre-la-montre) (Contre-la-montre) | AB                  |
| 33                  | Baptiste Planckaert (BEL)                               | 10e                 |
| 34                  | Nils Politt (GER)                                       | 76e                 |
| 35                  | Michael Mørkøv (DEN)                                    | AB                  |
| 36                  | Reto Hollenstein (SUI)                                  | 115e                |
| 37                  | Jenthe Biermans (BEL)                                   | AB                  |
| 38                  | Sven Erik Bystrøm (NOR)                                 | 65e                 |
| Directeur sportif : |                                                         |                     |

| Quick-Step Floors QST | Quick-Step Floors QST          | Quick-Step Floors QST |
| --------------------- | ------------------------------ | --------------------- |
| Num                   | Coureur                        | Pos                   |
| 41                    | Tom Boonen (BEL)               | NP                    |
| 42                    | Philippe Gilbert (BEL) (Route) | 61e                   |
| 43                    | Matteo Trentin (ITA)           | 5e                    |
| 44                    | Tim Declercq (BEL)             | 80e                   |
| 45                    | Yves Lampaert (BEL)            | 83e                   |
| 46                    | Dries Devenyns (BEL)           | 92e                   |
| 47                    | Julien Vermote (BEL)           | 38e                   |
| 48                    | Zdeněk Štybar (CZE)            | 9e                    |
| Directeur sportif :   |                                |                       |

| Bora-Hansgrohe BOH  | Bora-Hansgrohe BOH        | Bora-Hansgrohe BOH |
| ------------------- | ------------------------- | ------------------ |
| Num                 | Coureur                   | Pos                |
| 51                  | Peter Sagan (SVK) (Route) | 1er                |
| 52                  | Andreas Schillinger (GER) | 102e               |
| 53                  | Sam Bennett (IRL)         | 24e                |
| 54                  | Michal Kolář (SVK)        | AB                 |
| 55                  | Michael Schwarzmann (GER) | 91e                |
| 56                  | Aleksejs Saramotins (LAT) | AB                 |
| 57                  | Lukas Pöstlberger (AUT)   | AB                 |
| 58                  | Pascal Ackermann (GER)    | 130e               |
| Directeur sportif : |                           |                    |

| FDJ                 | FDJ                                          | FDJ |
| ------------------- | -------------------------------------------- | --- |
| Num                 | Coureur                                      | Pos |
| 61                  | Arnaud Démare (FRA)                          | 6e  |
| 62                  | Marc Fournier (FRA)                          | AB  |
| 63                  | Marc Sarreau (FRA)                           | 45e |
| 64                  | Matthieu Ladagnous (FRA)                     | 51e |
| 65                  | Daniel Hoelgaard (NOR)                       | AB  |
| 66                  | Olivier Le Gac (FRA)                         | 98e |
| 67                  | Jacopo Guarnieri (ITA)                       | 67e |
| 68                  | Ignatas Konovalovas (LTU) (Contre-la-montre) | AB  |
| Directeur sportif : |                                              |     |

| Orica-Scott ORS     | Orica-Scott ORS               | Orica-Scott ORS |
| ------------------- | ----------------------------- | --------------- |
| Num                 | Coureur                       | Pos             |
| 71                  | Jens Keukeleire (BEL)         | 48e             |
| 72                  | Mathew Hayman (AUS)           | 66e             |
| 73                  | Svein Tuft (CAN)              | 124e            |
| 74                  | Magnus Cort Nielsen (DEN)     | 27e             |
| 75                  | Luke Durbridge (AUS)          | 12e             |
| 76                  | Sam Bewley (NZL)              | AB              |
| 77                  |                               |                 |
| 78                  | Christopher Juul-Jensen (DEN) | 73e             |
| Directeur sportif : |                               |                 |

| BMC Racing BMC      | BMC Racing BMC              | BMC Racing BMC |
| ------------------- | --------------------------- | -------------- |
| Num                 | Coureur                     | Pos            |
| 81                  | Greg Van Avermaet (BEL)     | 7e             |
| 82                  | Martin Elmiger (SUI)        | 35e            |
| 83                  | Daniel Oss (ITA)            | AB             |
| 84                  | Jempy Drucker (LUX)         | 17e            |
| 85                  | Stefan Küng (SUI)           | 15e            |
| 86                  | Miles Scotson (AUS) (Route) | 112e           |
| 87                  | Silvan Dillier (SUI)        | 16e            |
| 88                  | Tom Bohli (SUI)             | 44e            |
| Directeur sportif : |                             |                |

| AG2R La Mondiale ALM | AG2R La Mondiale ALM     | AG2R La Mondiale ALM |
| -------------------- | ------------------------ | -------------------- |
| Num                  | Coureur                  | Pos                  |
| 91                   | Gediminas Bagdonas (LTU) | 119e                 |
| 92                   | Rudy Barbier (FRA)       | 20e                  |
| 93                   | Julien Duval (FRA)       | AB                   |
| 94                   | Nico Denz (GER)          | AB                   |
| 95                   | Hugo Houle (CAN)         | 63e                  |
| 96                   | Alexis Gougeard (FRA)    | 78e                  |
| 97                   | Oliver Naesen (BEL)      | 8e                   |
| 98                   | Stijn Vandenbergh (BEL)  | 40e                  |
| Directeur sportif :  |                          |                      |

| Lotto NL-Jumbo LNJ  | Lotto NL-Jumbo LNJ              | Lotto NL-Jumbo LNJ |
| ------------------- | ------------------------------- | ------------------ |
| Num                 | Coureur                         | Pos                |
| 101                 | Dylan Groenewegen (NED) (Route) | 18e                |
| 102                 | Twan Castelijns (NED)           | 86e                |
| 103                 | Bram Tankink (NED)              | AB                 |
| 104                 | Robert Wagner (GER)             |                    |
| 105                 | Jos van Emden (NED)             | 123e               |
| 106                 | Maarten Wynants (BEL)           | AB                 |
| 107                 | Amund Grøndahl Jansen (NOR)     | 70e                |
| 108                 | Lars Boom (NED)                 | AB                 |
| Directeur sportif : |                                 |                    |

| Cannondale-Drapac CDT | Cannondale-Drapac CDT     | Cannondale-Drapac CDT |
| --------------------- | ------------------------- | --------------------- |
| Num                   | Coureur                   | Pos                   |
| 111                   | Patrick Bevin (NZL)       | AB                    |
| 112                   | Kristjan Koren (SLO)      | 39e                   |
| 113                   | Sebastian Langeveld (NED) | 77e                   |
| 114                   | Ryan Mullen (IRL)         | 99e                   |
| 115                   | Thomas Scully (NZL)       | AB                    |
| 116                   | Tom Van Asbroeck (BEL)    | 19e                   |
| 117                   | Wouter Wippert (NED)      | AB                    |
| 118                   | Alberto Bettiol (ITA)     | AB                    |
| Directeur sportif :   |                           |                       |

| Bahrain-Merida TBM  | Bahrain-Merida TBM       | Bahrain-Merida TBM |
| ------------------- | ------------------------ | ------------------ |
| Num                 | Coureur                  | Pos                |
| 121                 | Domen Novak (SLO)        | AB                 |
| 122                 | Borut Božič (SLO)        | 94e                |
| 123                 | Sonny Colbrelli (ITA)    | 52e                |
| 124                 | Iván García (ESP)        | 104e               |
| 125                 | Antonio Nibali (ITA)     | AB                 |
| 126                 | Jon Ander Insausti (ESP) | AB                 |
| 127                 | David Per (SLO)          | 117e               |
| 128                 | Luka Pibernik (SLO)      | AB                 |
| Directeur sportif : |                          |                    |

| Astana AST          | Astana AST                   | Astana AST |
| ------------------- | ---------------------------- | ---------- |
| Num                 | Coureur                      | Pos        |
| 131                 | Matti Breschel (DEN)         | 88e        |
| 132                 | Laurens De Vreese (BEL)      | 36e        |
| 133                 | Oscar Gatto (ITA)            | AB         |
| 134                 | Andriy Grivko (UKR)          | AB         |
| 135                 | Arman Kamyshev (KAZ) (Route) | 127e       |
| 136                 | Truls Engen Korsæth (NOR)    | 103e       |
| 137                 | Ruslan Tleubayev (KAZ)       | 79e        |
| 138                 | Michael Valgren (DEN)        | 54e        |
| Directeur sportif : |                              |            |

| WB-Veranclassic-Aqua Protect WVA | WB-Veranclassic-Aqua Protect WVA | WB-Veranclassic-Aqua Protect WVA |
| -------------------------------- | -------------------------------- | -------------------------------- |
| Num                              | Coureur                          | Pos                              |
| 141                              | Roy Jans (BEL)                   | 30e                              |
| 142                              | Kevyn Ista (BEL)                 | 96e                              |
| 143                              | Lawrence Naesen (BEL)            | 93e                              |
| 144                              | Justin Jules (FRA)               | AB                               |
| 145                              | Alex Kirsch (LUX)                | 97e                              |
| 146                              | Olivier Pardini (BEL)            | AB                               |
| 147                              | Julien Stassen (BEL)             | AB                               |
| 148                              | Maxime Vantomme (BEL)            | 116e                             |
| Directeur sportif :              |                                  |                                  |

| Wanty-Groupe Gobert WGG | Wanty-Groupe Gobert WGG        | Wanty-Groupe Gobert WGG |
| ----------------------- | ------------------------------ | ----------------------- |
| Num                     | Coureur                        | Pos                     |
| 151                     | Guillaume Van Keirsbulck (BEL) | 56e                     |
| 152                     | Simone Antonini (ITA)          | 106e                    |
| 153                     | Pieter Vanspeybrouck (BEL)     | 82e                     |
| 154                     | Dion Smith (NZL)               | 111e                    |
| 155                     | Mark McNally (GBR)             | AB                      |
| 156                     | Robin Stenuit (BEL)            | 109e                    |
| 157                     | Yoann Offredo (FRA)            | 49e                     |
| 158                     | Andrea Pasqualon (ITA)         | 28e                     |
| Directeur sportif :     |                                |                         |

| Fortuneo-Vital Concept FVC | Fortuneo-Vital Concept FVC | Fortuneo-Vital Concept FVC |
| -------------------------- | -------------------------- | -------------------------- |
| Num                        | Coureur                    | Pos                        |
| 161                        | Erwann Corbel (FRA)        | AB                         |
| 162                        | Franck Bonnamour (FRA)     | 101e                       |
| 163                        | Daniel McLay (GBR)         | 34e                        |
| 164                        | Pierre-Luc Périchon (FRA)  | 129e                       |
| 165                        | Boris Vallée (BEL)         | AB                         |
| 166                        | Maxime Daniel (FRA)        | AB                         |
| 167                        | Florian Vachon (FRA)       | 89e                        |
| 168                        | Benoît Jarrier (FRA)       | AB                         |
| Directeur sportif :        |                            |                            |

| Sport Vlaanderen-Baloise SVB | Sport Vlaanderen-Baloise SVB | Sport Vlaanderen-Baloise SVB |
| ---------------------------- | ---------------------------- | ---------------------------- |
| Num                          | Coureur                      | Pos                          |
| 171                          | Preben Van Hecke (BEL)       | AB                           |
| 172                          | Thomas Sprengers (BEL)       | 122e                         |
| 173                          | Christophe Noppe (BEL)       | 107e                         |
| 174                          | Jonas Rickaert (BEL)         | 42e                          |
| 175                          | Kevin Deltombe (BEL)         | 131e                         |
| 176                          | Maxime Farazijn (BEL)        | 53e                          |
| 177                          | Stijn Steels (BEL)           | 126e                         |
| 178                          | Bert Van Lerberghe (BEL)     | 37e                          |
| Directeur sportif :          |                              |                              |

| Cofidis COF         | Cofidis COF               | Cofidis COF |
| ------------------- | ------------------------- | ----------- |
| Num                 | Coureur                   | Pos         |
| 181                 | Nacer Bouhanni (FRA)      | 33e         |
| 182                 | Kenneth Vanbilsen (BEL)   | AB          |
| 183                 | Dimitri Claeys (BEL)      | AB          |
| 184                 | Jonas Van Genechten (BEL) | AB          |
| 185                 | Christophe Laporte (FRA)  | 85e         |
| 186                 | Cyril Lemoine (FRA)       | AB          |
| 187                 | Florian Sénéchal (FRA)    | AB          |
| 188                 | Michael Van Staeyen (BEL) | 81e         |
| Directeur sportif : |                           |             |

| Direct Énergie DEN  | Direct Énergie DEN     | Direct Énergie DEN |
| ------------------- | ---------------------- | ------------------ |
| Num                 | Coureur                | Pos                |
| 191                 | Bryan Coquard (FRA)    | 29e                |
| 192                 | Romain Cardis (FRA)    | AB                 |
| 193                 | Antoine Duchesne (CAN) | 57e                |
| 194                 | Sylvain Chavanel (FRA) | 60e                |
| 195                 | Ryan Anderson (CAN)    | 62e                |
| 196                 | Julien Morice (FRA)    | 108e               |
| 197                 | Adrien Petit (FRA)     | AB                 |
| 198                 | Thomas Boudat (FRA)    | 113e               |
| Directeur sportif : |                        |                    |

| Israel Cycling Academy ICA | Israel Cycling Academy ICA | Israel Cycling Academy ICA |
| -------------------------- | -------------------------- | -------------------------- |
| Num                        | Coureur                    | Pos                        |
| 201                        | Benjamin Perry (CAN)       | AB                         |
| 202                        | Guillaume Boivin (CAN)     | 55e                        |
| 203                        | Dennis van Winden (NED)    | 100e                       |
| 204                        | Hamish Schreurs (NZL)      | AB                         |
| 205                        | Mihkel Räim (EST) (Route)  | AB                         |
| 206                        | Tyler Williams (USA)       | AB                         |
| 207                        | Aviv Yechezkel (ISR)       | AB                         |
| 208                        | Zakkari Dempster (AUS)     | 31e                        |
| Directeur sportif :        |                            |                            |

| Roompot-Nederlandse Loterij RNL | Roompot-Nederlandse Loterij RNL | Roompot-Nederlandse Loterij RNL |
| ------------------------------- | ------------------------------- | ------------------------------- |
| Num                             | Coureur                         | Pos                             |
| 211                             | Jesper Asselman (NED)           | 41e                             |
| 212                             | Jens Mouris (NED)               | AB                              |
| 213                             | Raymond Kreder (NED)            | 25e                             |
| 214                             | Taco van der Hoorn (NED)        | 46e                             |
| 215                             | Pim Ligthart (NED)              | 74e                             |
| 216                             | Coen Vermeltfoort (NED)         | 125e                            |
| 217                             | Sjoerd van Ginneken (NED)       | 75e                             |
| 218                             | Berden de Vries (NED)           | 121e                            |
| Directeur sportif :             |                                 |                                 |

| Verandas Willems-Crelan VWC | Verandas Willems-Crelan VWC | Verandas Willems-Crelan VWC |
| --------------------------- | --------------------------- | --------------------------- |
| Num                         | Coureur                     | Pos                         |
| 221                         | Timothy Dupont (BEL)        | AB                          |
| 222                         | Stijn Devolder (BEL)        | 50e                         |
| 223                         | Michael Goolaerts (BEL)     | AB                          |
| 224                         | Stef Van Zummeren (BEL)     | AB                          |
| 225                         | Elias Van Breussegem (BEL)  | AB                          |
| 226                         | Christophe Prémont (BEL)    | AB                          |
| 227                         | Sander Cordeel (BEL)        | AB                          |
| 228                         | Aidis Kruopis (LTU)         | 22e                         |
| Directeur sportif :         |                             |                             |

| Pauwels Sauzen-Vastgoedservice PSV | Pauwels Sauzen-Vastgoedservice PSV | Pauwels Sauzen-Vastgoedservice PSV |
| ---------------------------------- | ---------------------------------- | ---------------------------------- |
| Num                                | Coureur                            | Pos                                |
| 231                                | David Boucher (BEL)                | AB                                 |
| 232                                | Rob Leemans (BEL)                  | AB                                 |
| 233                                | Alexander Geuens (BEL)             | AB                                 |
| 234                                | Timothy Stevens (BEL)              | AB                                 |
| 235                                | Louis Verhelst (BEL)               | AB                                 |
| 236                                | Arjen Livyns (BEL)                 | 90e                                |
| 237                                | Brecht Dhaene (BEL)                | AB                                 |
| 238                                | Barry Markus (NED)                 | AB                                 |
| Directeur sportif :                |                                    |                                    |

| Cibel-Cebon CIB     | Cibel-Cebon CIB         | Cibel-Cebon CIB |
| ------------------- | ----------------------- | --------------- |
| Num                 | Coureur                 | Pos             |
| 241                 | Robby Cobbaert (BEL)    | 120e            |
| 242                 | Matthias De Witte (BEL) | 43e             |
| 243                 | Michiel Dieleman (BEL)  | 105e            |
| 244                 | Jimmy Janssens (BEL)    | AB              |
| 245                 | Joeri Stallaert (BEL)   | 23e             |
| 246                 | Dennis Coenen (BEL)     | AB              |
| 247                 | Johannes De Paepe (BEL) | AB              |
| 248                 | Wim Reynaerts (BEL)     | AB              |
| Directeur sportif : |                         |                 |